# Huragan (opera)
Huragan (fr. L'ouragan) – opera Alfreda Bruneau z librettem Émile’a Zoli. Po raz pierwszy wystawiona została w Operze Komicznej w Paryżu 29 kwietnia 1901.

## Osoby i pierwsza obsada
- Richard (Jean Bourbon)
- Gervais (Hector Dufranne)
- Marianne (Marie Delna)
- Landry (Adolphe Maréchal)
- Lulu (Julia Guiraudon)

## O operze
Zola stworzył oryginalny tekst, którego tematem przewodnim jest przesadnie ukazana burza uczuć. Rzecz dzieje się na wymyślonej przez niego wyspie GoëL, niezaznaczonej na żadnej z map. Premierą dyrygował Alexandre Luigini, a reżyserował Albert Carré.